# حسين حمدي
حسين حمدي (25 يوليو 1985 -) ، ولد في كفر صقر في محافظة الشرقية ، لاعب كرة قدم مصري يلعب حاليًا لنادي فاركو في مركز الهجوم.

## المسيرة الاحترافية
لعب لغزل المحلة من 2006 إلى 2008 ، وانتقل لنادي سموحة موسم 2008–2009 ، وانتقل بعدها لنادي مصر المقاصة ليخوض موسمان من 2009 إلى 2011 ، ثم انتقل لنادي الزمالك في فترة الانتقالات الصيفية لموسم 2011–2012 ، ولم يستمر مع النادي سوى لستة أشهر عاد بعدها لفريقه السابق نادي مصر المقاصة في فترة الانتقالات الشتوية منتصف الموسم ، أعير بعدها لنادي تليفونات بني سويف في يناير 2012 ، وأعير لنادي حرس الحدود في 1 يناير 2015
لعب له لمدة ستة أشهر ، ثم انتقل لنادي مصر في صفقة انتقال حر.

في 11 مايو 2018 انضم لصفوف فريق نادي فاركو رسميًّا خلال فترة الانتقالات الصيفية في صفقة انتقال حر بعد انتهاء تعاقده مع نادي مصر ، خاصة بعد تألقه الموسم السابق وتسجيله 11 هدفًا بقميص نادي مصر في المجموعة الثانية القاهرة والقناة بالدوري الممتاز ب. .

## المسيرة الدولية
لعب لمنتخب مصر العسكري مباراة سجل خلالها 5 أهداف [بحاجة لمصدر].

## روابط خارجية
- حسين حمدي على موقع قاعدة بيانات كرة القدم.إي يو (الإنجليزية)